# Épargnes
Épargnes település Franciaországban, Charente-Maritime megyében. Lakosainak száma 925 fő (2022. január 1.). Épargnes Arces, Barzan, Chenac-Saint-Seurin-d’Uzet, Cozes, Saint-André-de-Lidon és Virollet községekkel határos.

## Népesség
A település népességének változása:
| Lakosok száma | 677  | 681  | 676  | 781  | 850  | 866  | 843  | 874  | 880  | 925  |
|               | 1968 | 1982 | 1990 | 2006 | 2013 | 2015 | 2017 | 2019 | 2020 | 2022 |